# Aaron Carter (álbum)
Aaron Carter é o álbum de estúdio de estreia auto-intitulado do cantor estadunidense Aaron Carter, irmão mais novo do membro do Backstreet Boys, Nick Carter. O álbum foi originalmente lançado em dezembro de 1997 na Europa e relançado no ano seguinte com a nova faixa "Surfin' USA" e um remix, além de ter sido lançado nos Estados Unidos em 16 de junho de 1998. Os singles "Crush on You", "Crazy Little Party Girl" e "I'm Gonna Miss You Forever" foram retirados do álbum. 
Aaaron Carter alcançou o top 10 em alguns países europeus e tornou-se número 12 no Reino Unido. Embora não tenha figurado na parada Billboard 200 dos Estados Unidos, o álbum conquistou as posição de número dezessete pela Billboard Heatseekers Albums, obtendo vendas de cem mil cópias no país e mais tarde, alcançou vendagem de mais de um milhão de cópias em todo o mundo.

## Singles
"Crush on You" uma versão cover da canção de mesmo nome de 1985, pertencente a banda The Jets, foi lançada como o primeiro single do álbum em 15 de agosto de 1997. Mais tarde, em 2 de julho de 1998, "Crazy Little Party Girl" foi lançado como o segundo single do álbum, ambas as canções atingiram o top 10 e 20, respectivamente, na Austrália, enquanto as duas atingiram o top 10 no Reino Unido. "I'm Gonna Miss You Forever" foi lançado como o terceiro single de Aaron Carter, levando todos os três singles a alcançarem o top 20 na Alemanha e na Suécia, com "I'm miss miss you forever" atingindo a posição de número 24 na parada de singles do Reino Unido.
"Surfin 'USA", uma versão cover da canção de 1963 da banda The Beach Boys, foi posteriormente incluída na edição de relançamento do álbum, lançado separadamente como um extended play (EP), e atingiu o top 20 nas paradas do Reino Unido e Alemanha. Além disso, "Shake It" (com participação de 95 South), foi lançado como um single na Austrália e na Nova Zelândia, atingindo a posição de número 44 na Nova Zelândia e de número 66 na Austrália.

## Lista de faixas
| Aaron Carter - edição padrão |                                           |                                                          |         |  |
| N.º                          | Título                                    | Compositor(es)                                           | Duração |  |
| 1.                           | "Intro"                                   | -                                                        | 1:09    |  |
| 2.                           | "I Will Be Yours"                         | Carolla                                                  | 3:34    |  |
| 3.                           | "Crazy Little Party Girl"                 | Applegate                                                | 3:26    |  |
| 4.                           | "One Bad Apple"                           | George Jackson                                           | 3:14    |  |
| 5.                           | "I'm Gonna Miss You Forever"              | Carolla                                                  | 3:48    |  |
| 6.                           | "Tell Me How to Make You Smile"           | Carolla • Jim Sparacino • Joseph Granati • David Granati | 3:47    |  |
| 7.                           | "Shake It" (com participação de 95 South) | Carolla • Joe Smith                                      | 3:22    |  |
| 8.                           | "Please Don't Go Girl"                    | Maurice Starr                                            | 4:23    |  |
| 9.                           | "Get Wild"                                | Carolla • Sven Jordan • Keith McGuffey                   | 4:44    |  |
| 10.                          | "I'd Do Anything"                         | Carolla                                                  | 4:11    |  |
| 11.                          | "Ain't That Cute"                         | Brian Littrell • Nick Carter • Carolla                   | 3:14    |  |
| 12.                          | "Crush on You"                            | Jerry Knight • Aaron Zigman                              | 3:27    |  |
| 13.                          | "Swing It Out"                            | Renn • Jolyon Skinner                                    | 3:56    |  |
| Duração total:               | Duração total:                            | Duração total:                                           | 46:23   |  |

| Aaron Carter - faixas bônus da edição japonesa |                                         |         |  |
| N.º                                            | Título                                  | Duração |  |
| 14.                                            | "Crush on You (remix)"                  |         |  |
| 15.                                            | "Crazy Little Party Girl (One Day mix)" |         |  |
| 16.                                            | "I'm Gonna Miss You Forever (Dreamix)"  |         |  |
| 17.                                            | "Shake It (Nick Carter Radio Remix)"    |         |  |

Notas
- Aaron Carter foi relançado em junho de 1998 com as faixas "Surfin' USA" e "Surfin' USA" (Johnny Jam & Delgado Mix)
- A versão canadense do álbum contém uma imagem de capa diferente e sua lista de faixas não possui a número um, "Intro".

## Desempenho nas tabelas musicais
| Paradas (1997–1998)                               | Melhor posição |
| ------------------------------------------------- | -------------- |
| Austrália - ARIA Charts                           | 51             |
| Áustria - Ö3 Austria Top 40                       | 17             |
| Canadá - RPM                                      | 23             |
| Dinamarca - Billboard Danish Albums               | 8              |
| Países Baixos - MegaCharts                        | 36             |
| União Europeia - Billboard European Charts        | 17             |
| Finlândia - Suomen virallinen lista               | 27             |
| Alemanha - Offizielle Top 100                     | 13             |
| Noruega - VG-lista                                | 5              |
| Escócia - OCC                                     | 24             |
| Espanha - PROMUSICAE                              | 23             |
| Suécia - Sverigetopplistan                        | 6              |
| Suíça - Swiss Hitparade                           | 16             |
| Taiwan - IFPI                                     | 5              |
| Reino Unido - OCC                                 | 12             |
| Estados Unidos - Billboard Top Heatseekers Albums | 17             |

| Paradas (1998)                | Posição |
| ----------------------------- | ------- |
| Canadá - RPM                  | 78      |
| Alemanha - Offizielle Top 100 | 63      |

### Vendas e certificações
| Região                                                                                             | Certificação | Vendas   |
| -------------------------------------------------------------------------------------------------- | ------------ | -------- |
| Canadá (Music Canada)                                                                              | Ouro         | 50,000^  |
| Dinamarca (IFPI Dinamarca)                                                                         | Platina      | 50,000^  |
| Alemanha (BVMI)                                                                                    | Ouro         | 250,000^ |
| Noruega (IFPI Noruega)                                                                             | Ouro         | 25,000*  |
| Espanha (PROMUSICAE)                                                                               | Ouro         | 50,000^  |
| Suécia (GLF)                                                                                       | Ouro         | 40,000^  |
| *números de vendas baseados somente na certificação ^distribuições baseadas apenas na certificação |              |          |

## Créditos e pessoal
- Aaron Carter – vocais, artista principal
- Mark Matteo, Tony Battaglia – guitarra
- Mark Goff, Janice Brocking Renn, Greg Whipple, David Nicoll, Michelle Lindahl, Carlos Spencer, Article Bartley – vocais de apoio
- Dexter Redding – baixo
- Freddie Mollings – scratching, baixo
- Don Rogozinski, Pat Gullotta, John M. Robinson – trompete
- Brian Snapp – flauta, trompete
- Gary Carolla – bateria, teclados, vocais de apoio, produtor
- Veit Renn – vocais de apoio, produtor
- Produtores – Veit Renn, Gary Carolla
- Produtor executivo – Johnny Wright
- Engenheiro, editor digital – Don Rogozinski, Michael Tucker
- Engenheiro – Adam Barber
- Engenheiro assistente – Femio Hernandez, Jim Porecca, Alan Armitage
- Mixagem – Joe Smith
- Neils Kastor e Jorge M. Jaramillo também contribuíram com a produção do material.

## Histórico de lançamento
| Região         | Data                  | Formato | Edição       |
| -------------- | --------------------- | ------- | ------------ |
| União Europeia | 1 de dezembro de 1997 | CD      | Padrão       |
| Estados Unidos | 16 de junho de 1998   | CD      | Relançamento |